# 도시 계획

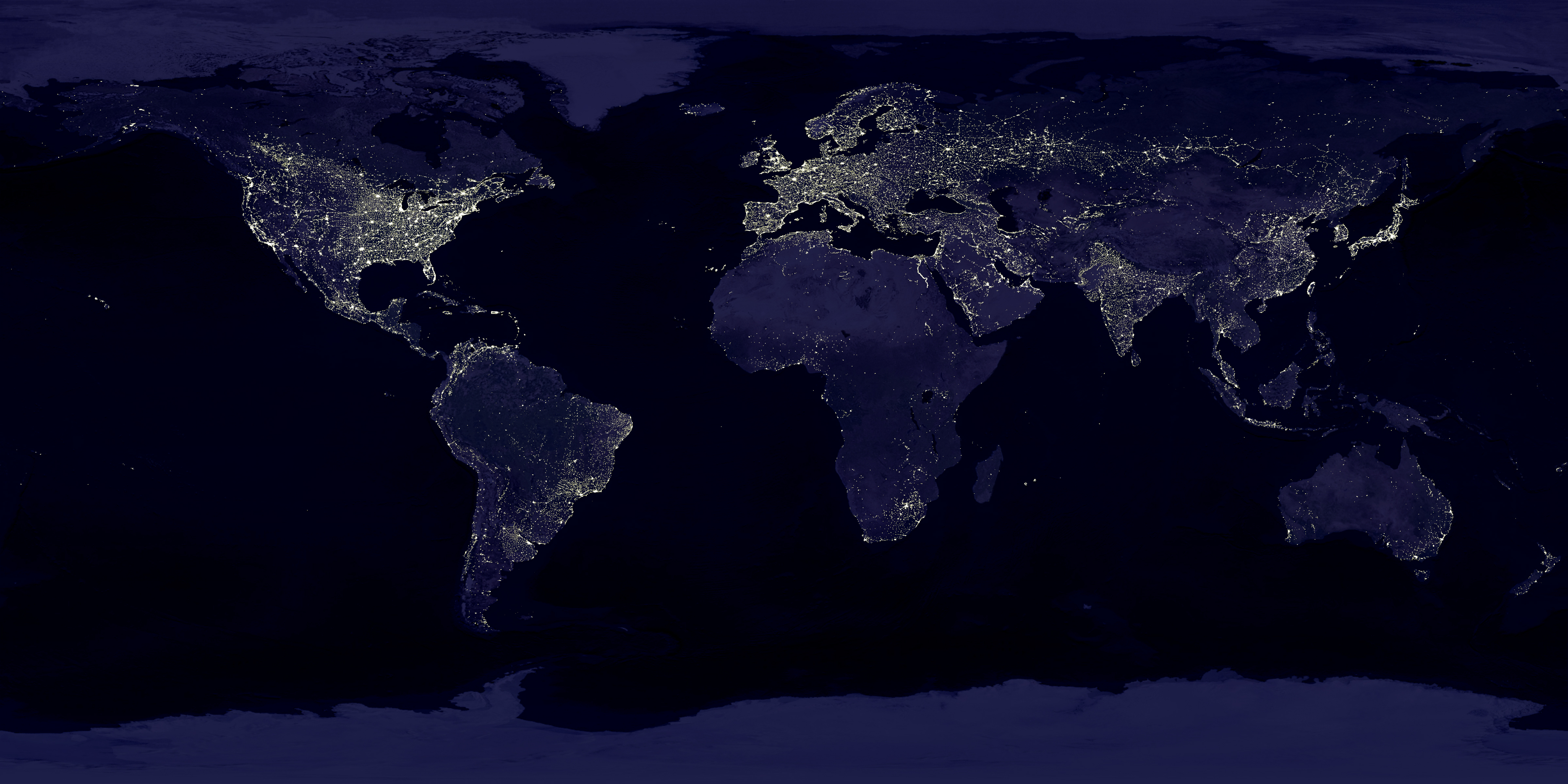
지구의 밤, 도시의 분포를 알 수 있다.

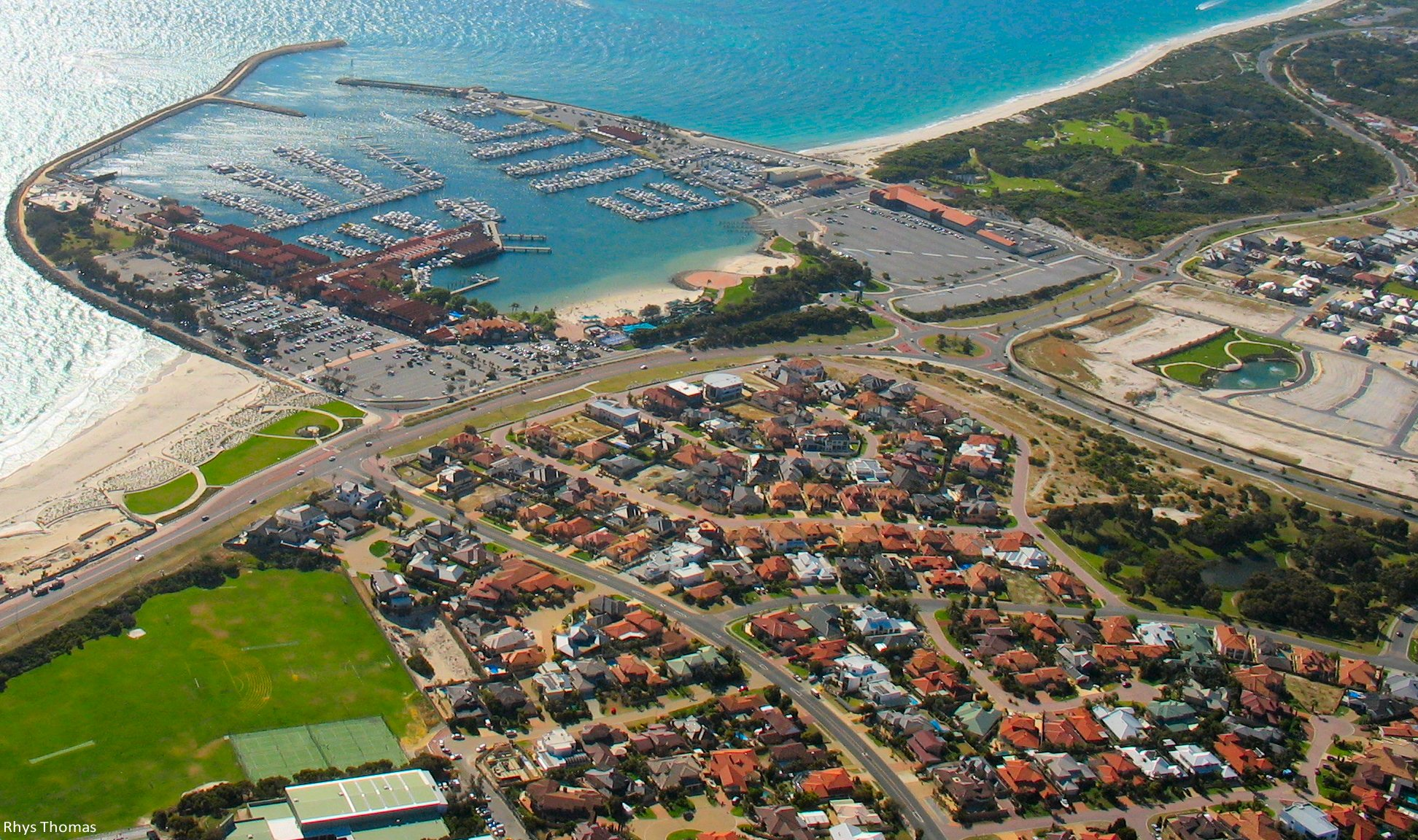
호주 퍼스시의 교외지역인 소렌토.

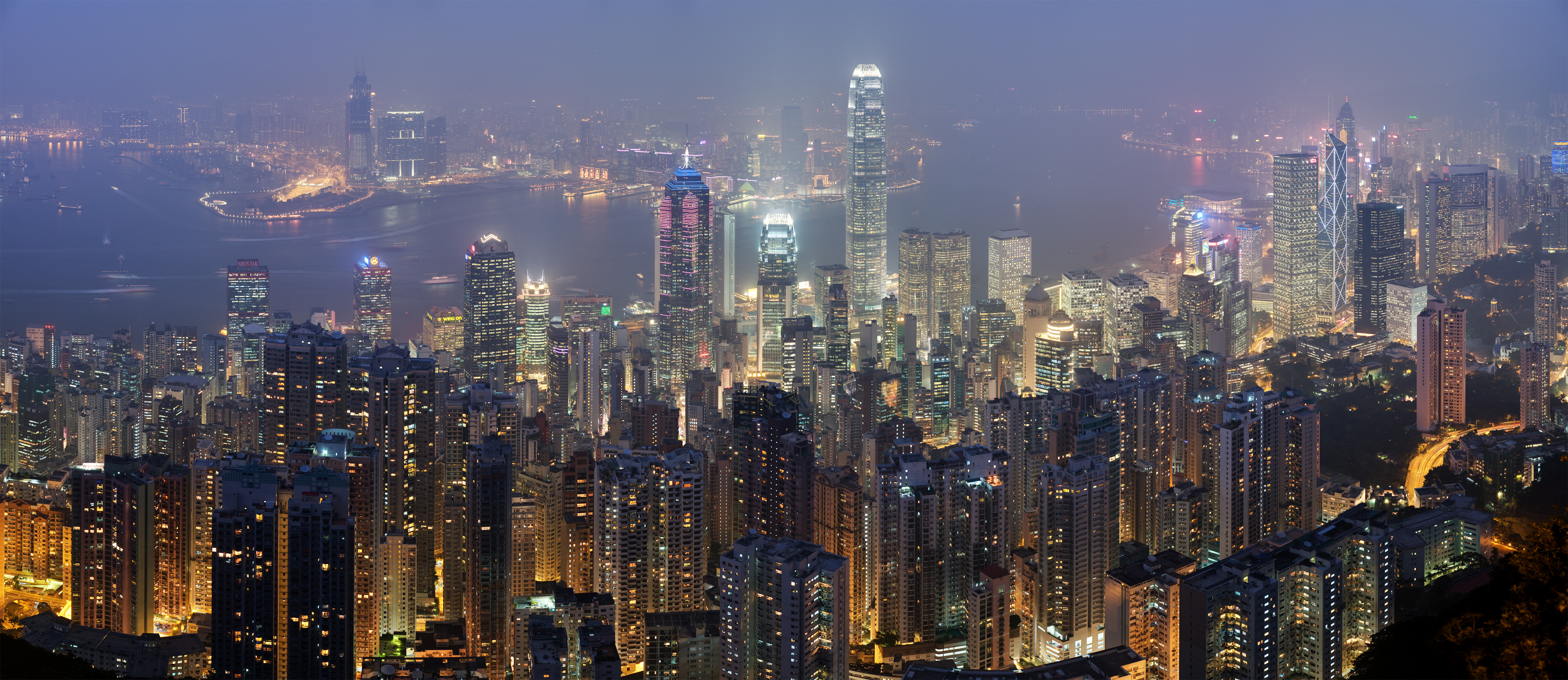
홍콩의 야경. 난개발 중에서도 자연 보존과 도시의 심미화가 슬럼화, 도시 재개발, 초고층화, 교외화와 함께 공존하는 도시이다.

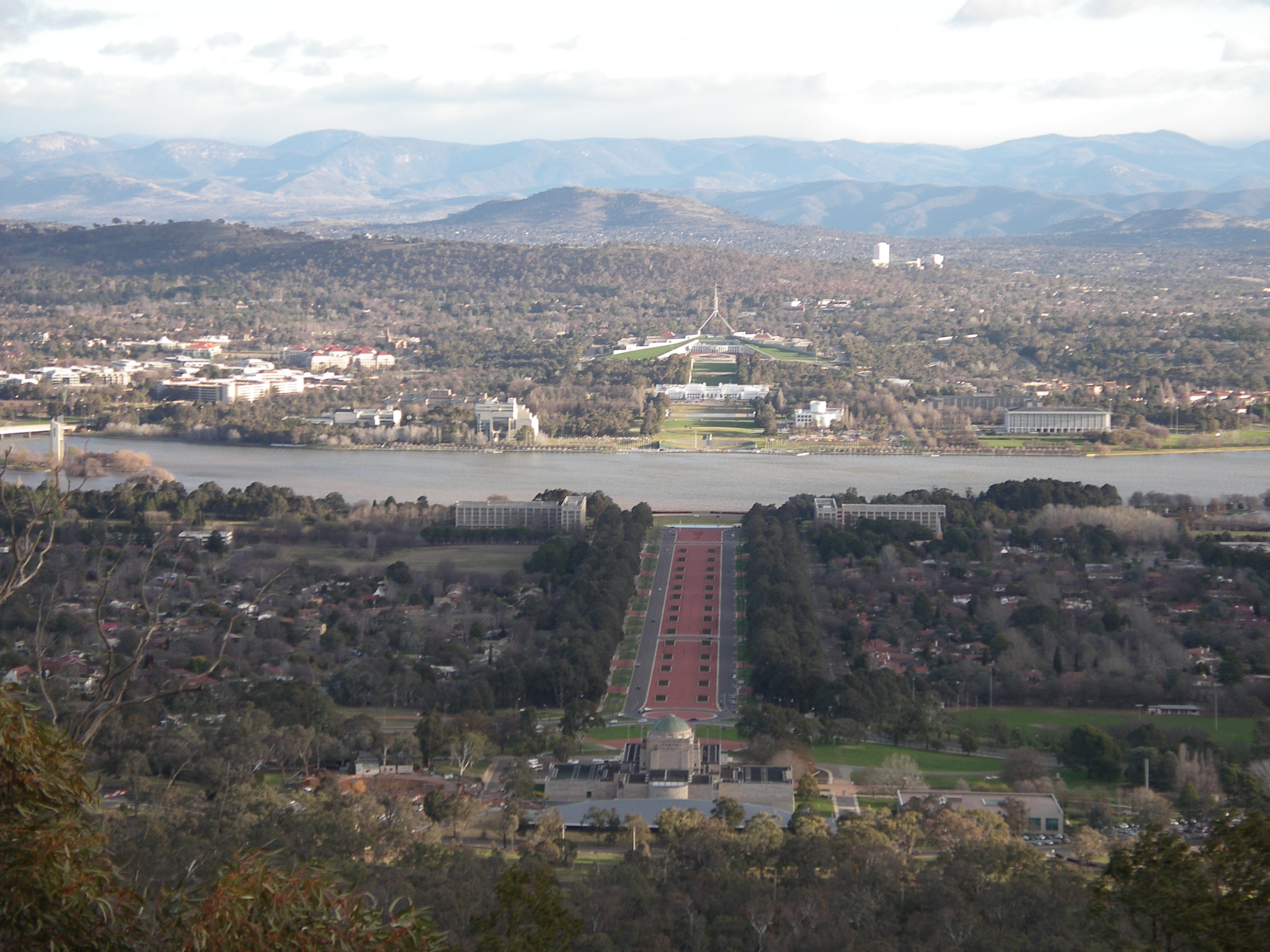
호주의 캔버라 시.

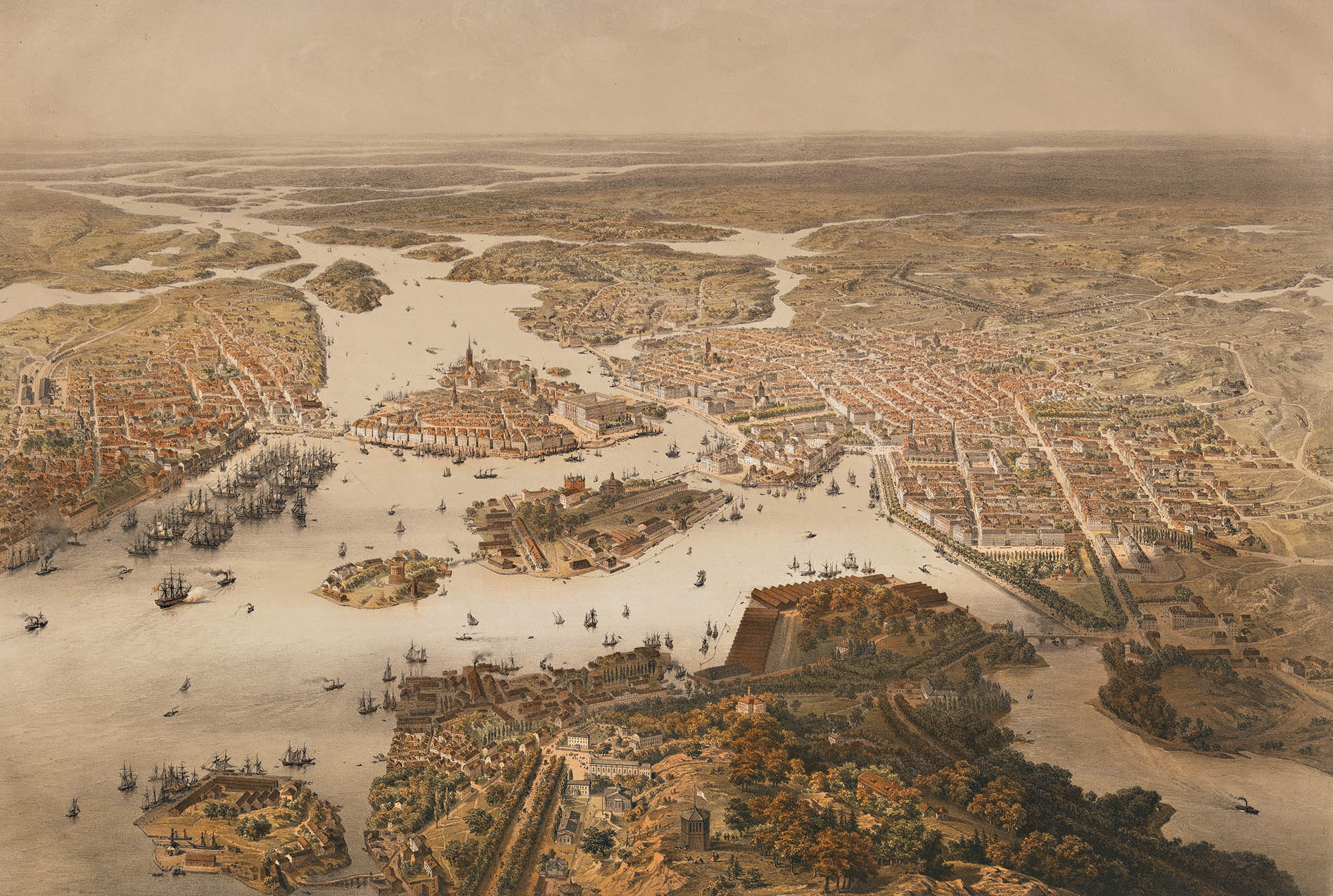
1868년의 스웨덴 스톡홀름 전경.

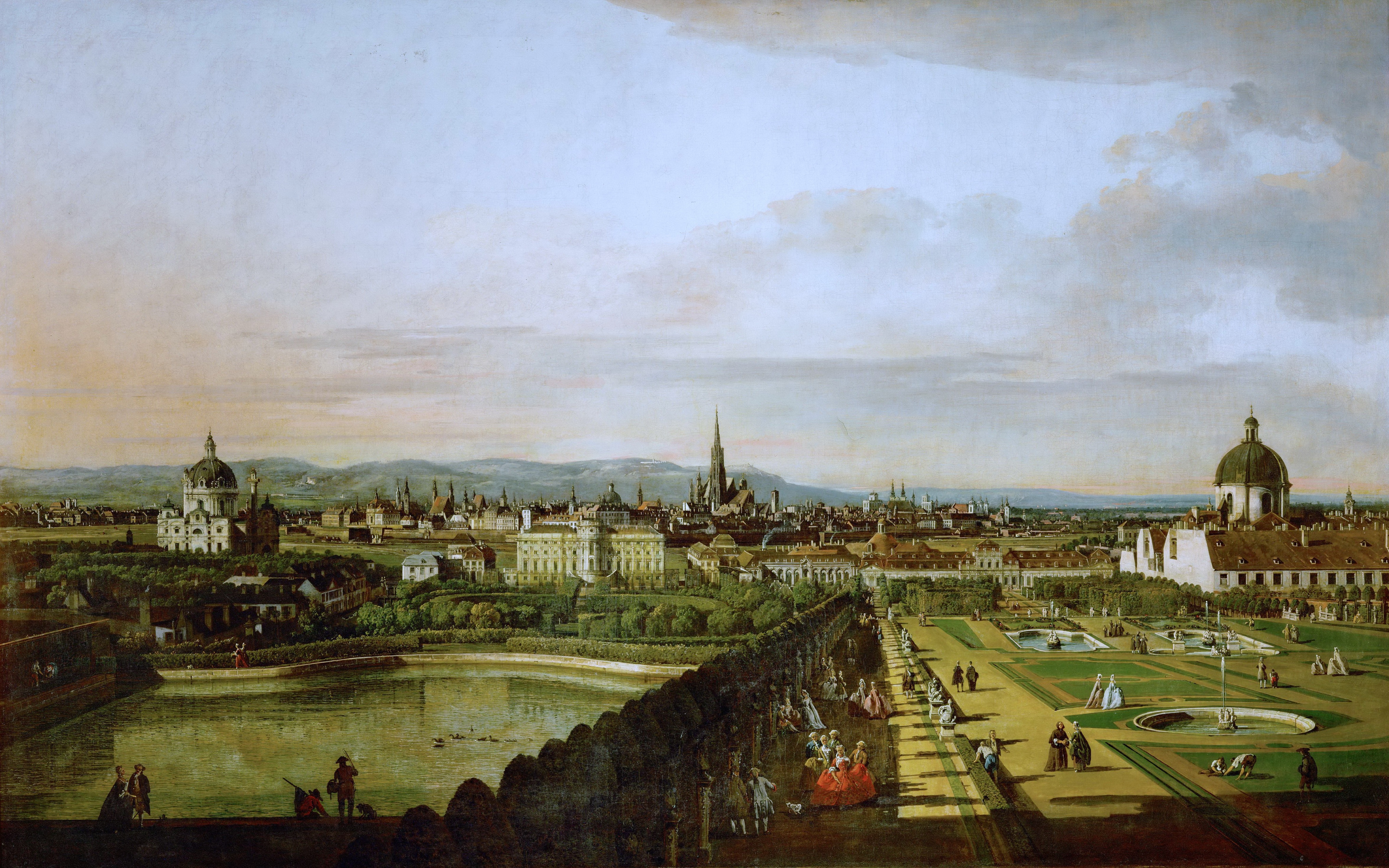
1758년의 오스트리아 빈 전경.

도시 계획(都市計劃, 영어: urban planning)은 건축·수원·공기 환경·기반 시설 등 도시 생활에 필요한 모든 환경을 능률적이고 효과적으로 공간에 배치하려는 계획이다. 도시의 바람직한 미래상을 정립해 가며 이를 시행하려는 일련의 과정을 말한다. 또한 도시계획은 도시의 장래 발전 수준을 예측하여 사전에 바람직한 형태를 미리 상정해두고 이에 필요한 규제나 유도정책, 혹은 정비수단 등을 통하여 도시를 건전하고 적정하게 관리해 나가는 도구이기도 하다.

## 역사
도시의 각종 기능에 대한 배치를 고려한 도시 계획의 작성은 오래전부터 있어 왔다. 메소포타미아지역의 우르, 우르크와 같은 고대 도시에서 이미 잘 정비된 도로와 수로를 확인할 수 있다. 당나라의 장안은 동아시아 여러 나라에서 수도 설립의 모형이 되어 신라의 경주, 일본 헤이안 시대의 헤이안쿄 등이 이를 본딴 계획 도시로 설립되었다. 조선의 한성 역시 기능을 고려한 도시 구획이 정비된 계획도시였다.

### 계획 도시
미국의 워싱턴 D.C., 필라델피아, 호주의 캔버라, 브라질의 브라질리아, 스페인의 바르셀로나 등은 설립전부터 계획되어 개발된 계획 도시이다. 필라델피아와 바르셀로나를 제외한 이들 도시는 각 국가들의 수도이다.
창원시, 과천시, 안산시, 송도신도시, 세종특별자치시는 대한민국의 대표적인 계획 도시들이다.

## 도시구성계획
인구·산업·토지이용·녹지 및 교통계통 등의 계획을 종합한 것이 도시구성의 계획이다. 도시구성의 계획은 파일러트 플랜라고 불리기도 하며 도시의 기본계획 중에서 가장 근간이 되는 것이다. 여기에는 도심 상가·공장지대·주택지·대공원 등의 배치, 그들을 연결하는 교통간선의 계획이 상호 조정되어 포괄적으로 도시(圖示)된다.
도시의 기본계획에서는 상하수도의 공급처리 시설이나 기타 공공시설이나 공공건축물의 계획, 방재(防災)계획 등이 수립된다.
공급처리시설 중에서 상수도는 일반도시에서는 상주(常住)인구의 60-90%, 관광도시나 온천도시 등에서는 120-150% 정도를 계획급수인구로 책정하고 1인 1일당 사용수량을 대도시에서는 140-200L, 소도시에서는 100-150L를 표준으로 계획이 세워진다. 급수에 필요한 배수지의 배치나 취수(取水)를 위한 수원·저수지 등의 용량·위치 등을 결정하는 데도 도시계획상의 고려가 필요하다.
하수도는 배수방식에 따라 빗물과 오수(汚水)를 구분하여 배수하는 분류식과 같은 배수관에 의한 합류식이 있다. 이 두가지 방식은 각각 장단점이 있으며, 이미 우수구(雨水溝)가 설치된 곳에서는 분류식이 유리하다. 그 밖의 경우는 본관(本管)이 하나로 족하고, 관 속이 빗물에 의해 세척되는 등의 이유에서 합류식이 유리하다. 하수배제구역은 지형에 따라 1개소 내지 수개소로 나뉜다.

## 대한민국에서 법률상 정의
도시계획이란 특별시·광역시·시 또는 군의 관할 구역에 대하여 수립하는 공간구조와 발전방향에 대한 계획으로서 도시기본계획과 도시관리계획으로 구분한다.

### 도시기본계획
특별시·광역시·시 또는 군의 관할 구역에 대하여 기본적인 공간구조와 장기발전방향을 제시하는 종합계획으로서 도시관리계획 수립의 지침이 되는 계획이다. 도시기본계획은 처분성이 없어 항고소송의 대상이 되지 못한다는 것이 판례와 다수설의 입장이다

### 도시관리계획
특별시·광역시·시 또는 군의 개발·정비 및 보전을 위하여 수립하는 토지 이용, 교통, 환경, 경관, 안전, 산업, 정보통신, 보건, 후생, 안보, 문화 등에 관한 계획이다.
- 용도지역·용도지구의 지정 또는 변경에 관한 계획
- 개발제한구역, 도시자연공원구역, 시가화조정구역(市街化調整區域), 수산자원보호구역의 지정 또는 변경에 관한 계획
- 기반시설의 설치·정비 또는 개량에 관한 계획
- 도시개발사업이나 정비사업에 관한 계획
- 지구단위계획구역의 지정 또는 변경에 관한 계획과 지구단위계획

##### 도시관리계획의 법적 성질
도시관리계획의 법적 성질에 대해서는 입법행위설, 행정행위설, 복수성설, 독자성설이 존재한다. 판례는 "고시된 도시계획결정은 특정 개인의 권리 내지 법률상의 이익을 개별적이고 구체적으로 규제하는 효과를 가져오게 하는 행정청의 처분이라 할 것이고, 이는 행정소송의 대상이 된다"고 판시하였다.

## 도시 계획의 형태

### 도시의 평면 형태 (가로망)
- 직교형 - 대전, 익산
- 방사형 - 진해
- 직교방사형 - 창원, 안산 등 많은 공업도시가 이런 형태를 띠며 미관과 개발차원에서 효율적이다.
- 불규칙형
- 혼합형 - 서울 등 유적과 구시가지, 신시가지, 계획 택지가 혼합된 형태로 많은 대도시가 이에 속한다.

### 도시의 입면 형태
도시의 입면 형태는 건물의 높이와 그의 밀도로 구분한다. 중심지인 도심은 건물의 집중화와 과밀화, 과도한 개발로 인하여 집약적인 형태를 띈다. 대한민국의 대부분의 도시는 도심이나 주변부나 거의 모든 지역이 이런 형태를 띠는데, 그 예는 아파트가 대표적으로, 과도한 인구밀도와 난개발·특유의 건축문화에서 비롯되었다.
- 도심
- 부도심

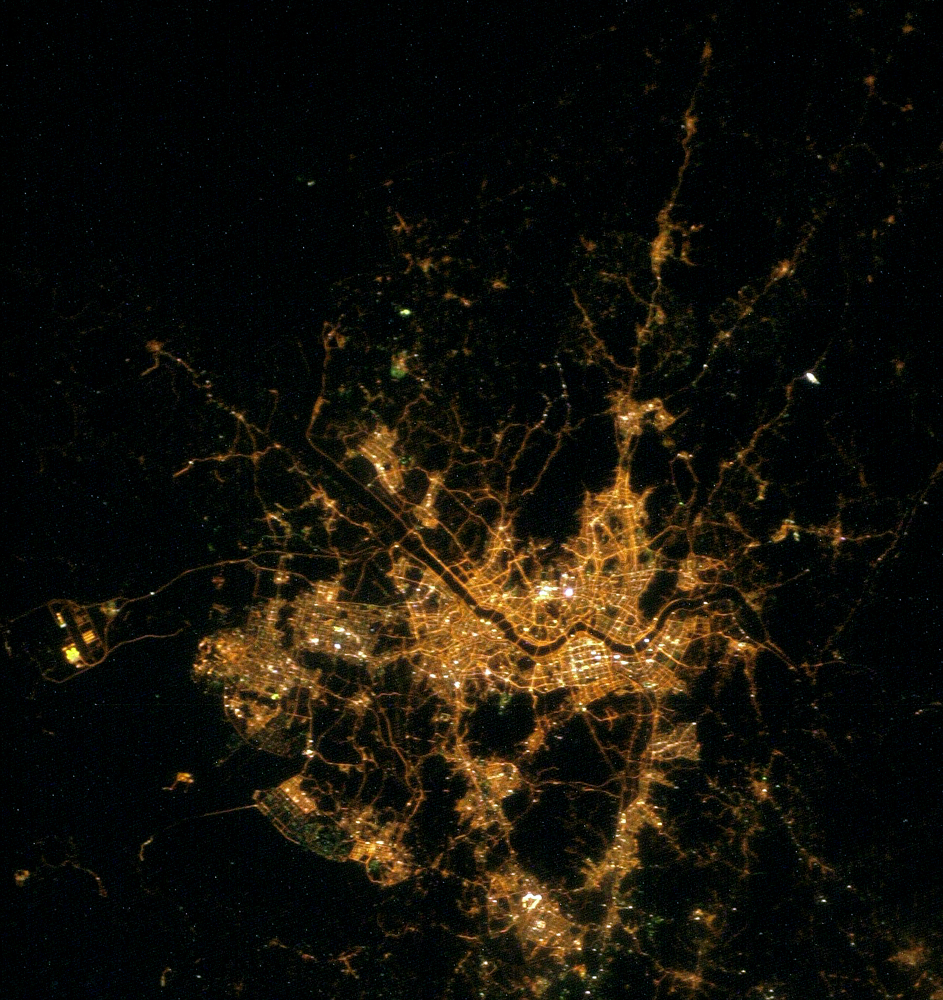
서울과 인천 등 수도권의 위성사진. 혼합형으로, 복잡한 도시 구성을 가졌다.
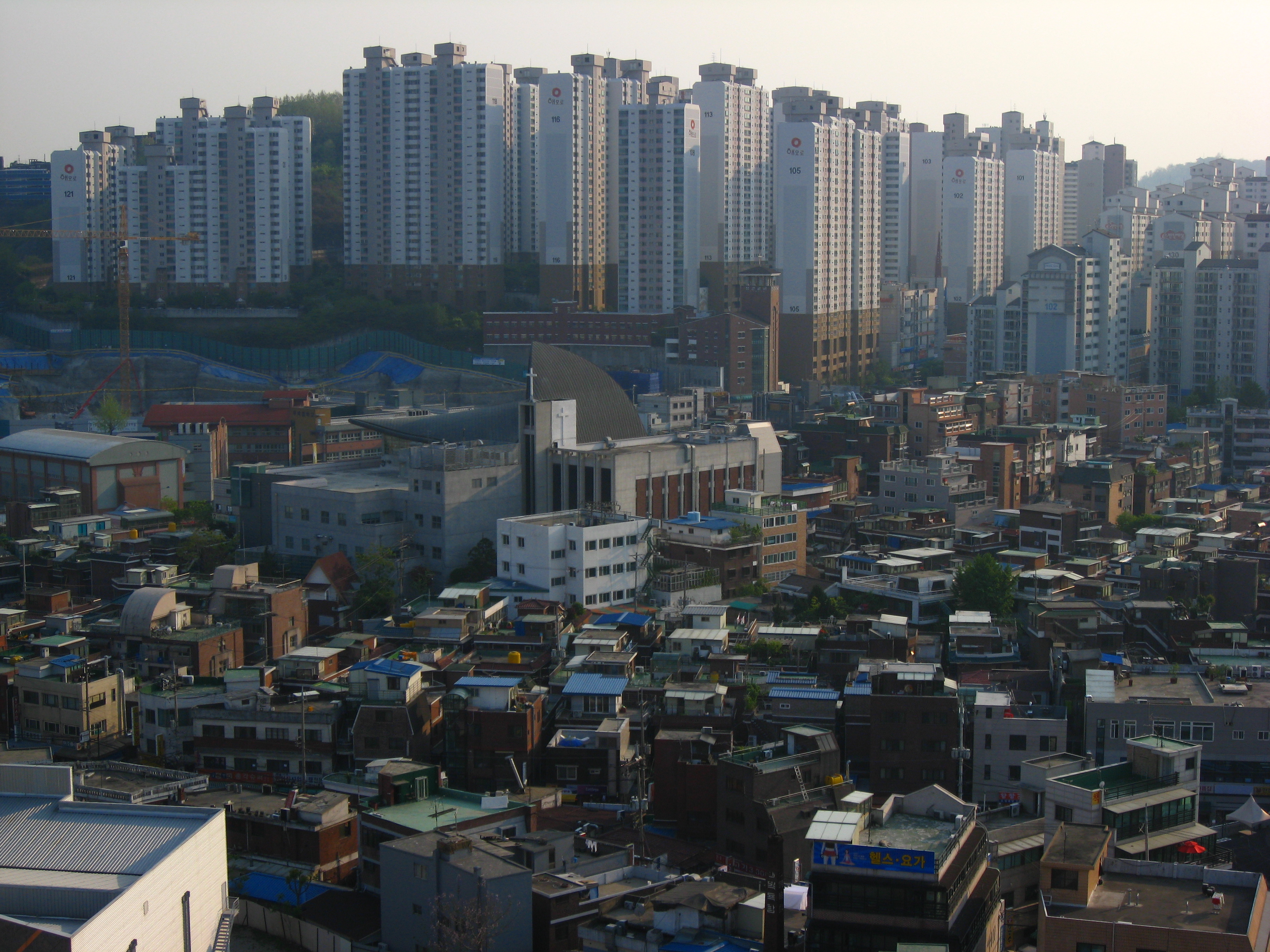
왕십리의 주거지역, 아파트와 단독주택 및 빌라로 구분되어있다.
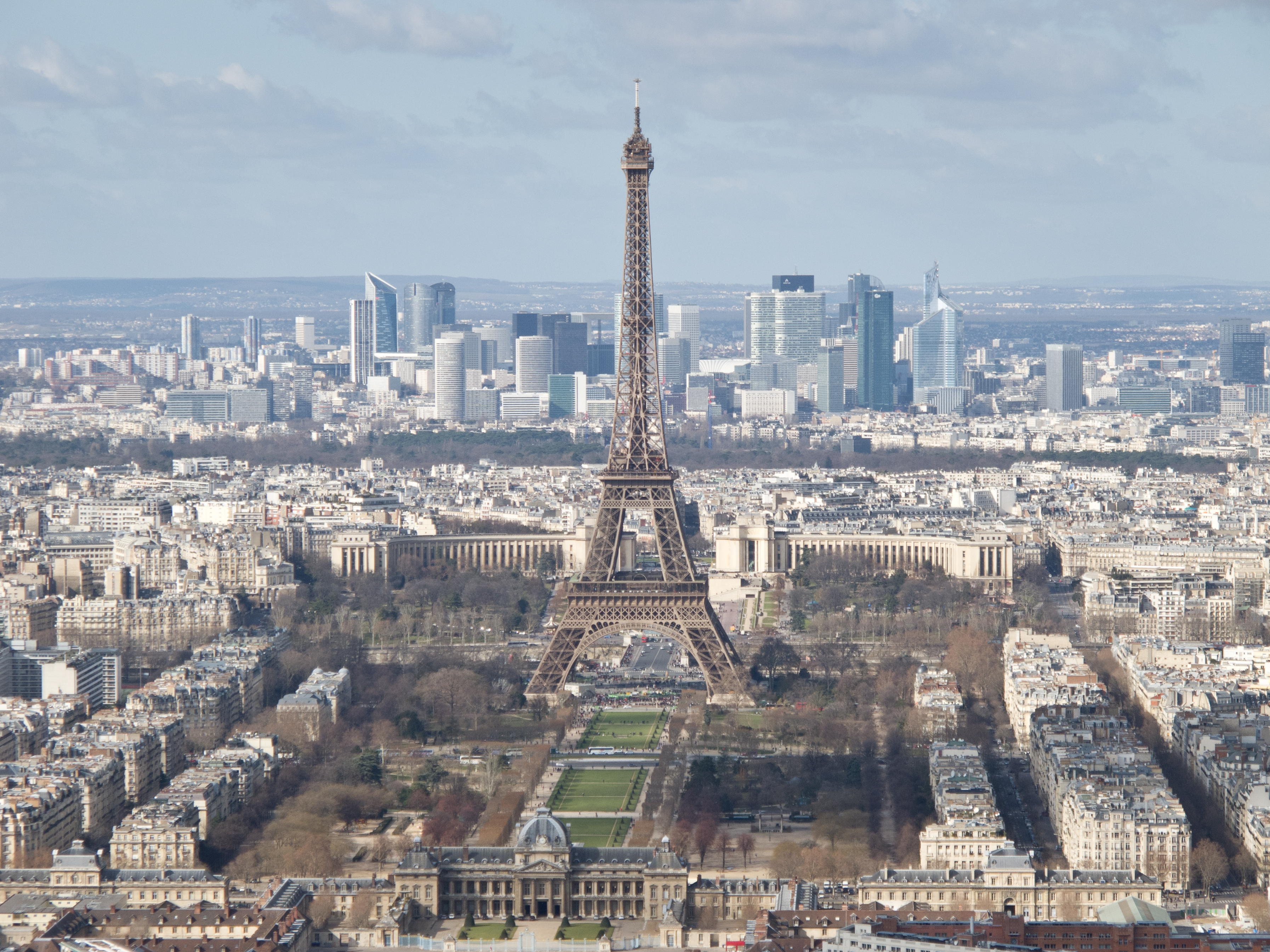
프랑스 파리의 라데팡스. 대표적인 신도심으로 많은 도시의 모델이 되고있다.
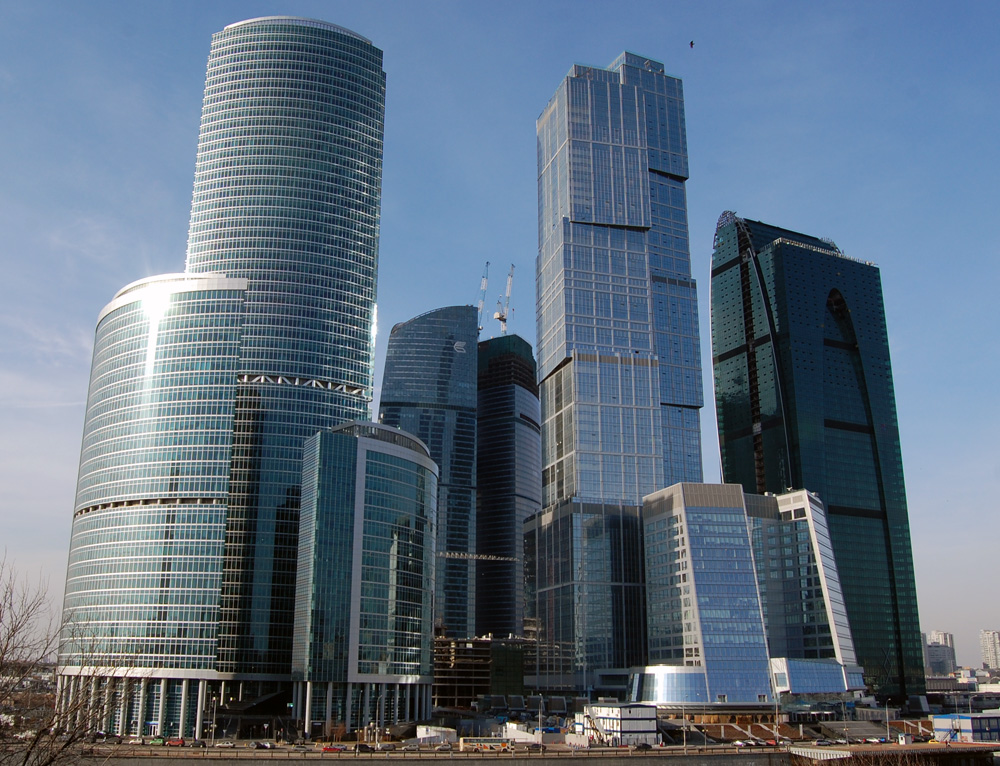
러시아 모스크바의 신도심
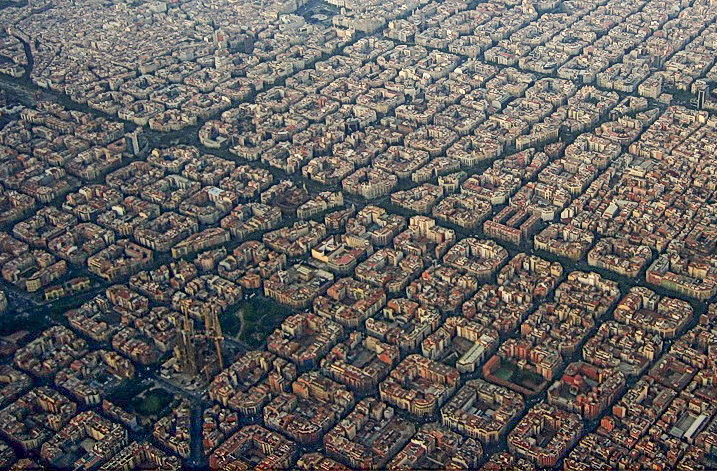
계획 도시의 전형인 스페인의 바르셀로나
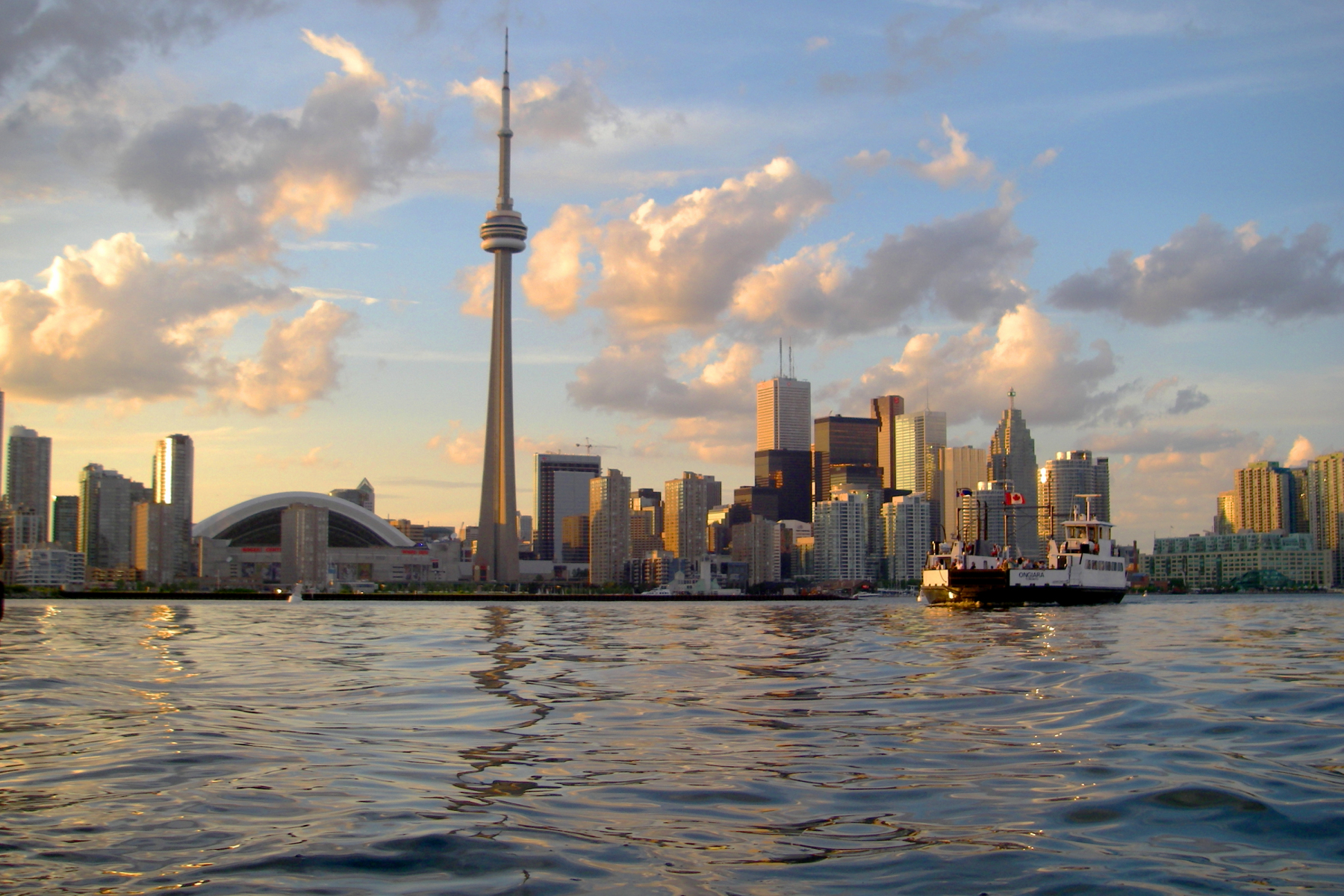
도심을 중심으로 계획된 캐나다의 토론토.

## 도시 계획의 양상

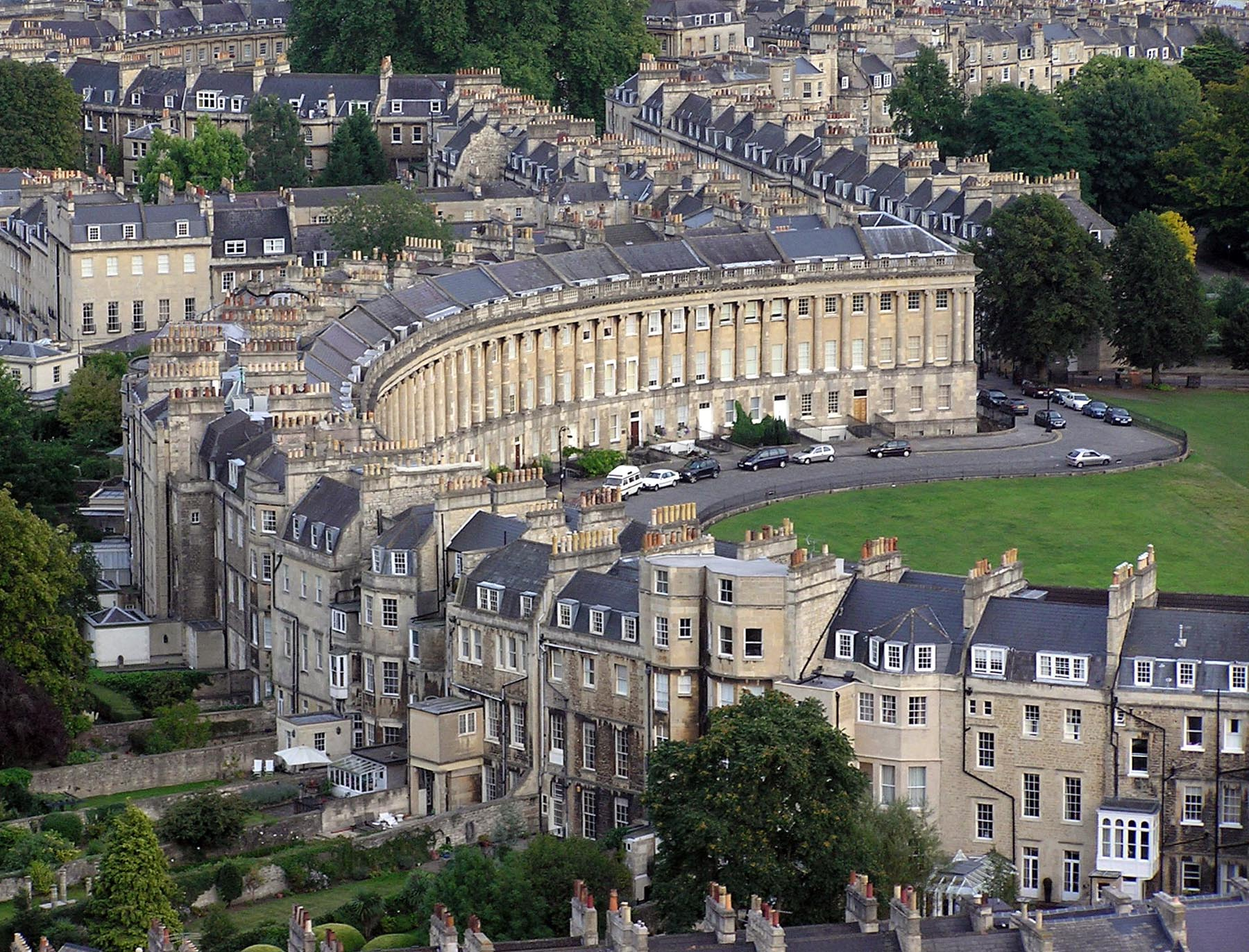
영국의 바스 시의 로열 크레센트, 오랜 역사를 가지고있다가 18세기에 발전·개발된 도시이다. 미적 가치를 중시한 도시 계획으로 매년 수백만의 관광객이 다녀가는 등의 이익을 얻고있다.

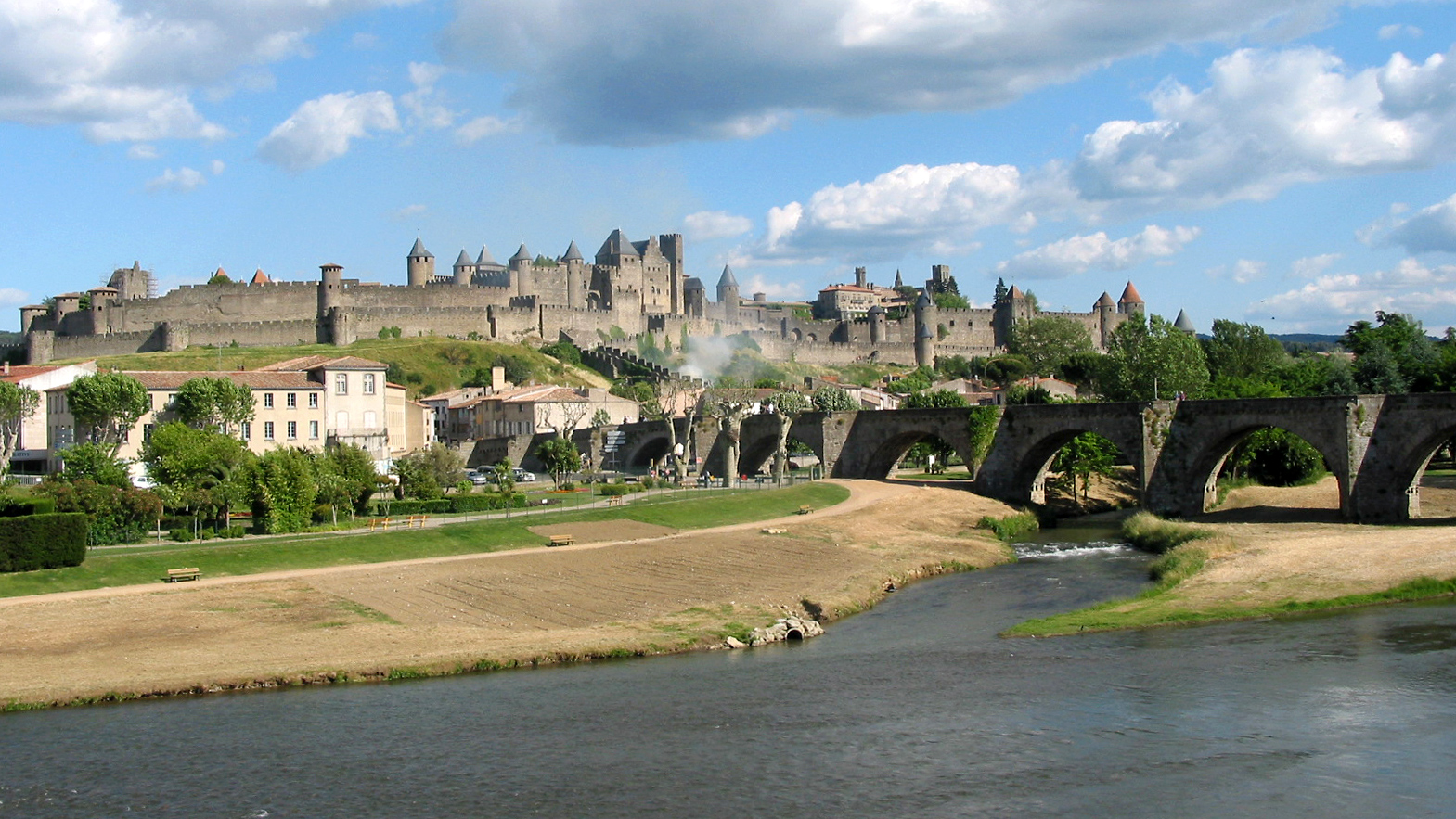
프랑스의 성곽도시 카르카손, 성은 과거 방어적인 측면에서의 가치가 높았다.

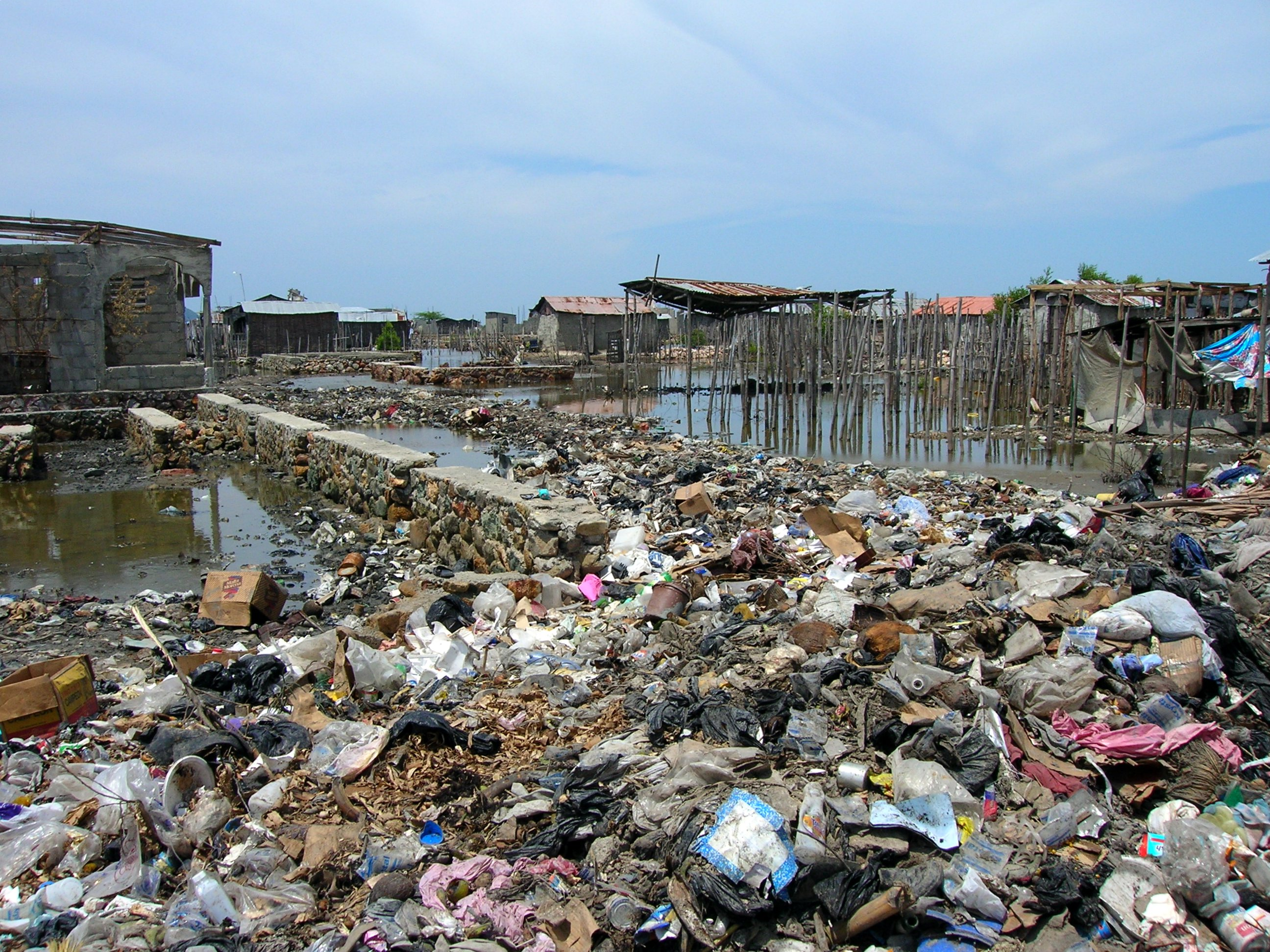
아이티의 슬럼, 쓰레기를 이용하여 집을 짓고 길을 내고있다.

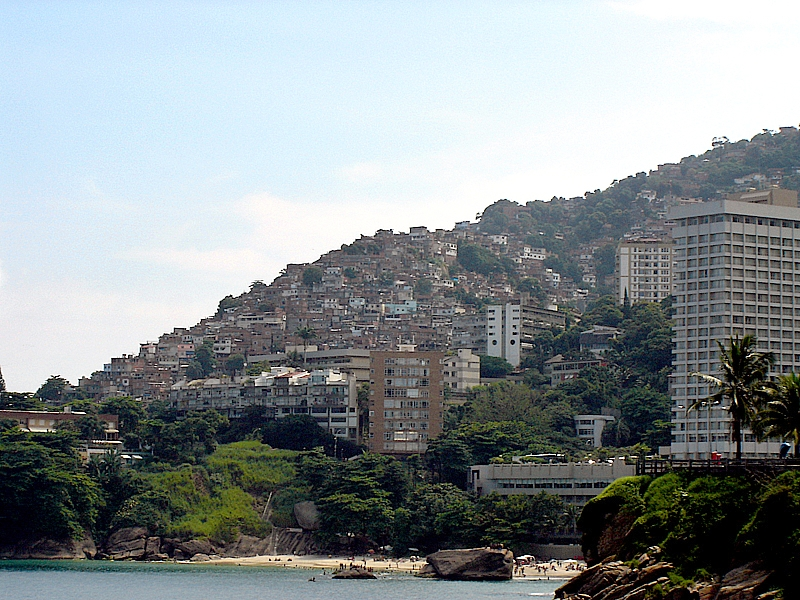
브라질에 위치한 리오 데 자네이루의 슬럼, 빠벨라. 슬럼 지역이었으나 주민의 정치적인 운동과 정부차원의 개발로 인하여 인프라가 구축되고 관광자원으로 활용되고 있다.

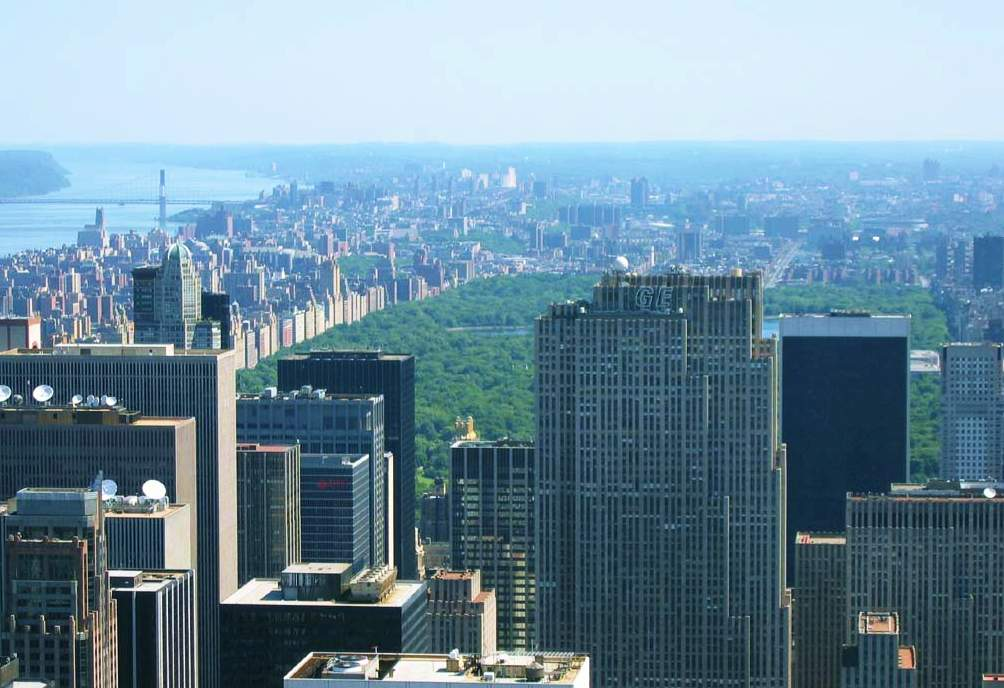
미국 뉴욕의 센트럴 파크. 계획된 대규모 공원으로 세계의 마천루들 한가운데에 위치해있다.

### 미적 도시 계획
많은 선진국가들은 시각적인 환경이나 사인, 간판들에 미학적 가치를 부여하여 그것들을 아름답게 개발·보존하여 다양한 측면에서 이점을 얻고있다. 이는 지역색, 유적·환경 보존을 높여 관광 자원이 되거나, 그 자체가 나라의 문화로 형성되기도 한다.

### 방어
고대시대와 중세시대에는 도시가 방어의 목적으로, 혹은 도시를 위해 방어적인 형태로 계획한 것이 많다. 성곽과 그 분리된 지역은 도시를 형성하고 외적에 침입에 대비하기 위하여 오래전부터 계획되어왔다.

## 같이 보기
- 도시
- 신도시화
- 도시계획가
- 도시의 확산
- 베드타운
- 전원도시